# هانو تیهینن
هانو تیهینن (فنلاندی: Hannu Tihinen؛ زادهٔ ۱ ژوئیهٔ ۱۹۷۶) بازیکن فوتبال اهل فنلاند بود.
از باشگاه‌هایی که در آن بازی کرده‌است می‌توان به باشگاه فوتبال هلسینکی، باشگاه فوتبال وستهام یونایتد، باشگاه فوتبال زوریخ، باشگاه فوتبال اندرلشت، و باشگاه فوتبال وایکینگ اشاره کرد.
وی همچنین در تیم ملی فوتبال فنلاند بازی کرده‌است.